# Ferdinand Portugall

Ferdinand Portugall

Ferdinand Portugall (* 3. August 1837 in Oberpremstätten, Steiermark; † 18. Mai 1901 in Graz, Steiermark) war ein deutsch-freiheitlicher österreichischer Politiker. Er war von 1885 bis 1897 Bürgermeister der Stadt Graz, von 1870 bis 1877 so wie von 1886 bis 1900 Abgeordneter zum Steirischen Landtag sowie von 1873 bis 1885 Mitglied des Reichsrates.

## Leben
Portugall wuchs in einfachen Verhältnissen als Sohn eines gleichnamigen Gastwirts und Bäckermeisters heran. Nach seinem Studium der Rechtswissenschaft an der Universität Graz, welches er von 1858 bis 1862 absolvierte, promovierte er im Jahr 1863. Ab 1864 war Portugall als Advokat in Wien tätig, ehe er 1869 eine Anstellung in Graz fand. Seine politische Karriere begann noch im selben Jahr, als er in den Grazer Gemeinderat gewählt wurde. Von Jänner 1872 bis Juli 1879 bekleidete er das Amt des Vizebürgermeisters.
1885 trat er die Nachfolge von Wilhelm Kienzl als Bürgermeister von Graz an und legte anlässlich dessen sein Mandat im Reichsrat nieder. Der Amtsantritt Portugalls markiert den Beginn einer deutschnationalen Ära im Grazer Gemeinderat. Dies manifestierte sich in zahlreichen einschlägigen Kundgebungen. Die Stadt wurde zum „äußersten Vorwerk deutscher Gesittung und deutschen Strebens im Südosten des Reiches“ stilisiert. Personen deutscher Muttersprache wurden bei Stellenbesetzungen favorisiert und anderslautende Erlässe seitens der Regierung der multiethnischen Habsburgermonarchie scharf kritisiert. Dabei bezog der Gemeinderat auch zu Fragen Stellung, die außerhalb seiner geographischen und politischen Zuständigkeit lagen, was verschiedentlich zu Konflikten mit der Statthalterei (= Landesregierung) führte. Dessen ungeachtet empfing Portugall Kaiser Franz Joseph I. während seiner Amtszeit dreimal in Graz und ließ auch dessen 50-jähriges Thronjubiläum 1898 gebührend feiern.
Während Portugalls Bürgermeisterschaft kam es zu verschiedenen administrativen Neuerungen. Das Amt eines zweiten Bürgermeister-Stellvertreters wurde eingeführt, Dienstvorschriften und Pensionsrecht der Beamten systematisiert und die bisher vereinten Agenden des Bau- und Gewerbewesens in zwei Stadtratsbüros unterteilt. 1894 folgte das sogenannte Organisationsstatut der städtischen Ämter und Anstalten, in welchem die Aufgaben, Kompetenzen und die Personalangelegenheiten inklusive der Beamten aller städtischen Institutionen festgelegt wurden. Da die öffentliche Berichterstattung über die Gemeinderatssitzungen als zu ungenau und einseitig aufgefasst wurde, beschloss man 1896 die Publikation eines Amtsblattes, welches die vollständigen Sitzungsprotokolle enthielt.
In den zwölf Jahren, in denen Portugall bis 1897 der steirischen Landeshauptstadt vorstand, erlebte diese einen wirtschaftlichen und wissenschaftlichen Aufschwung mit reger Bautätigkeit. 1887 kam es zum Bau eines Post- und Telegraphengebäudes auf den Neutorgründen, 1888 folgten die Eröffnung der Technischen Universität Graz und der Hilmteichwarte und die Einwölbung des Kroisbachs wurde beschlossen. 1891 wurde mit der Herz-Jesu-Kirche das größte Gotteshaus in Graz eröffnet. 1892 wurde die elektrische Straßenbeleuchtung eingeführt. 1894 kam es zur Fertigstellung des Justizgebäudes, 1895 zur Eröffnung des Hauptgebäudes der Universität Graz. Parallel fanden im ganzen Stadtgebiet Straßenregulierungen und Grundzerstückungen sowie die Errichtung eines zweckmäßigen und dauerhaften Kanalnetzes statt. Nachdem bereits ab 1880, unter Portugalls Vorgänger Kienzl, eine Umgestaltung des Rathauses diskutiert worden war, beschloss man nun die einem Neubau gleichkommende, enorme Erweiterung des Gebäudes. Zahlreiche umliegende Häuser wurden aufgekauft und demoliert, jedoch weigerten die Besitzer der Häuser Herrengasse Nr. 2, 4 und 6 den Verkauf, sodass diese bis heute als architektonische Fremdkörper vom Rest des 1894 eingeweihten Rathauses umschlossen sind. 1896 beschloss der Gemeinderat, die sogenannten Ohmayer'schen Gründe nicht zu verbauen, sondern sie als Augarten der Bevölkerung zu erhalten.
Auch im Bereich des Verkehrswesens kam es zu Veränderungen: Das Netz der Pferdetramway wurde kontinuierlich erweitert und ab 1895 elektrifiziert, somit entstand die Straßenbahn Graz. 1894 wurde die vorerst noch dampfbetriebene Grazer Schloßbergbahn eröffnet. Schon 1887 war eine Radfahrordnung erlassen worden, welche Mindeststandards für die Ausstattung von Fahrrädern sowie eine Fahrtüchtigkeitsprüfung für Radfahrer vorsah.
Ausgaben im Bereich des Sozialwesens, etwa die Errichtung eines Waisenhauses oder städtische Subventionen für verschiedene karitative Vereine, versuchte die Stadt durch Erhebung einer Verlassenschaftssteuer zu kompensieren. Zur Behebung des chronischen Geldmangels nahm die Gemeinde zwischen 1887 und 1892 Darlehen in Höhe von 2,1 Millionen Gulden auf. Die Erhöhung verschiedener Abgaben z. B. auf hochprozentigen Alkohol oder eine Hundesteuer sollten beitragen, das Defizit zu reduzieren.
Während der letzten Tage seiner Amtszeit als Bürgermeister im April 1897 blieb Portugall wegen einer Jagdverletzung dem Gemeinderat fern. Dieser wählte währenddessen den ebenfalls deutschnationalen Franz Graf zu seinem Nachfolger. Ferdinand Portugall war mit Anna Ott (1843–1924) verheiratet. Die gemeinsame Tochter Anna Katharina wurde die Ehefrau des deutschen Dirigenten Karl Muck.

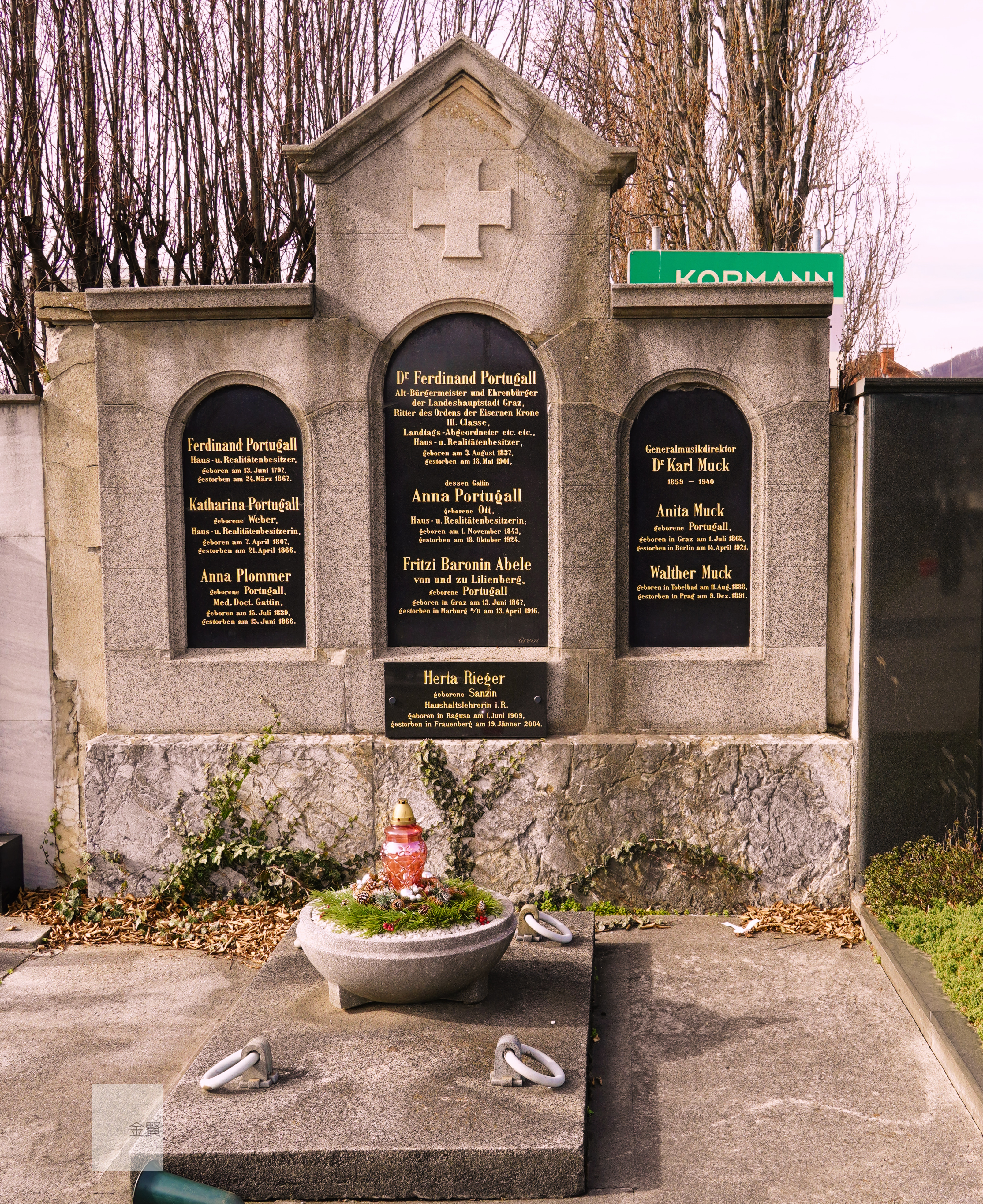
Familiengrab Portugalls im Steinfeldfriedhof Graz

Portugall wurde im Familiengrab im Steinfeldfriedhof in Graz beigesetzt.